# Геронтофилия

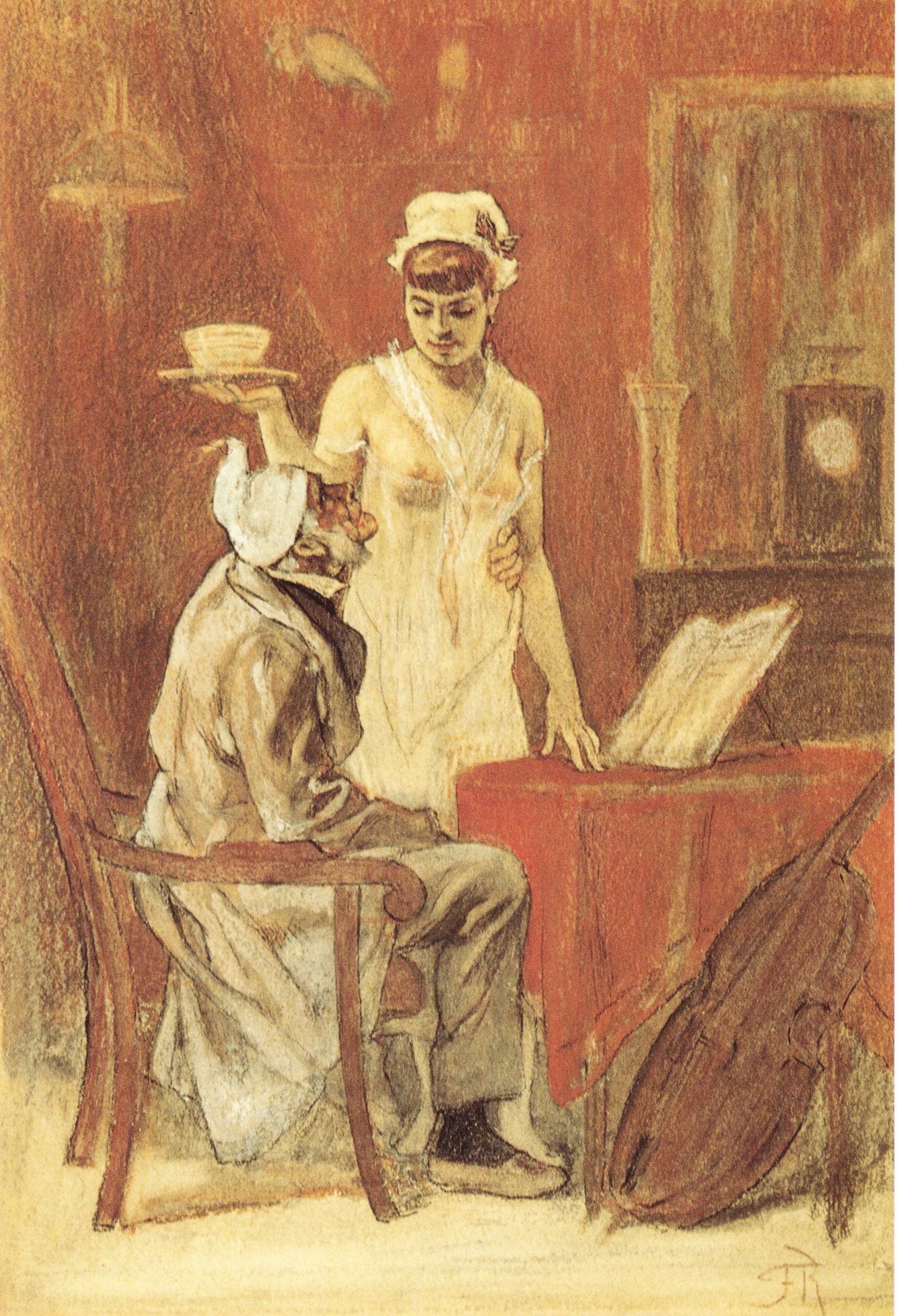
Фелисьен Ропс, «Молоко от любимой», между 1878 и 1881

Геронтофили́я (от др.-греч. γέρων, род. п. ед. ч. γέροντος — старик, старец и др.-греч. φιλία — любовь, дружба) — расстройство полового влечения, которое характеризуется болезненной половой тягой к лицам пожилого возраста. Для геронтофилии характерна большая разница в возрасте между партнёрами, так как в противном случае к ней можно было бы причислить любые проявления сексуальности между пожилыми людьми. Диапазон возраста, необходимый для установления геронтофилии, не определён. По мнению немецкого сексолога, и защитника прав сексуальных меньшинств Магнуса Хиршфельда, он должен составлять примерно пятьдесят лет. Геронтофилия принадлежит к парафилиям, однако в МКБ-10 и DSM-5 не упоминается. Частота и распространение девиации неизвестны. Причинами геронтофилии могут быть: фиксация либидо на объекте, похожем на родителей; неудовлетворённость по какой-либо причине половыми контактами с молодыми людьми; инфантильность младшего партнёра; сексуальные комплексы со страхом перед людьми своего возраста; садомазохистические наклонности; «совращение» в детстве пожилыми людьми.
Разновидностью геронтофилии является граофилия (от др.-греч. γραῦς, γρᾱός — старуха) — избирательное половое влечение к пожилым женщинам.